# Nunkolo
Nunkolo ist ein indonesischer Distrikt (Kecamatan) im Westen der Insel Timor.

## Geographie
| „Dorf“ (Desa) | Verwaltungssitz | Fläche    | Einwohner | Bevölkerungs- dichte |
| ------------- | --------------- | --------- | --------- | -------------------- |
| Op            | Op              | 8,40 km²  | 1.597     | 190                  |
| Saenam        | Saenam          | 5,50 km²  | 1.262     | 229                  |
| Sahan         | Sahan           | 8,58 km²  | 1.979     | 231                  |
| Nenoat        | Nenoat          | 9,97 km²  | 2.147     | 215                  |
| Nunkolo       | Nunkolo         | 10,62 km² | 1.477     | 139                  |
| Hoineno       | Oenopu          | 11,81 km² | 2.210     | 187                  |
| Fat           | Fat             | 2,97 km²  | 935       | 315                  |
| Putan         | Putun           | 5,15 km²  | 1.672     | 325                  |
| Haumeni       | Haumeni         | 6,09 km²  | 1.392     | 229                  |

Der Distrikt befindet sich im XXX des Regierungsbezirks Südzentraltimor (Timor Tengah Selatan) der Provinz Ost-Nusa-Tenggara (Nusa Tenggara Timur) an der Küste der Timorsee. Das Meer befindet sich im Süden des Distrikts. Im Südwesten liegt der Distrikt Kot’olin, im Westen die Distrikte Kie und Süd-Amanatun (Amanatun Selatan) und im Nordosten schließlich der Distrikt Boking.
Nunkolo hat eine Fläche von 69,09 km² und teilt sich in die neun Desa Op, Saenam, Sahan, Nenoat, Nunkolo, Hoineno, Fat, Putan und Haumeni. Die Desa unterteilen sich wiederum in insgesamt 29 Dusun (Unterdörfer). Der Verwaltungssitz befindet sich im Desa Nunkolo.  Meereszugang haben die Desa Op, Saenam, Sahan, Nenoat, Nunkolo und Hoineno. Während das Dorf Nunkolo nur auf einer Meereshöhe von 131 m liegt, befindet sich Haumeni auf einer Höhe von 1025 m über dem Meer. Das tropische Klima teilt sich, wie sonst auch auf Timor, in eine Regen- und eine Trockenzeit. Der trockenste Monat ist der September, am meisten Regen fällt im Mai. 2016 registrierte man 100 Regentage mit einer Gesamtniederschlagsmenge von 1.932 Millimeter.

## Flora
Im Distrikt finden sich Vorkommen von Lontarpalmen, Kokospalmen, Mahagoni, Lichtnussbäume und Betelpalmen.

## Einwohner
2017 lebten in Nunkolo 14.671 Einwohner. 6.922 waren Männer, 7.749 Frauen. Die Bevölkerungsdichte lag bei 212 Personen pro Quadratkilometer. Im Distrikt gibt es sieben katholische und 44 protestantische Kirchen und Kapellen.

## Wirtschaft, Infrastruktur und Verkehr
Die meisten Einwohner des Distrikts leben von der Landwirtschaft. Als Haustiere werden Rinder (3.554), Schweine (1.472), Ziegen (124) und Hühner (1.037) gehalten. Auf 2.859 Hektar wird Mais angebaut, auf sechs Hektar Reis, auf 830 Hektar Maniok, auf zehn Hektar Süßkartoffeln, auf sechs Hektar Erdnüsse, auf 20 Hektar Sojabohnen und auf 35 Hektar Mungbohnen. Weitere landwirtschaftliche Produkte sind Kartoffeln, Kohl, indischer Senf, Karotten, Bohnen, Kürbisse, Blattgemüse, Avocados, Mangos, Tangerinen, Orangen, Papayas und Bananen.
In Nunkolo gibt es 14 Grundschulen, zwei Mittelschulen und eine weiterführende Schule. Zur medizinischen Versorgung stehen ein kommunales Gesundheitszentrum (Puskesmas) in Nunkolo und zwei medizinische Versorgungszentren (Puskesmas Pembantu) zur Verfügung.